# 和久田鐵雄
和久田 鐵雄（わくだ てつお、1904年（明治37年）2月25日 - 1990年（平成2年）4月26日）は、日本の内務・警察官僚、簡易裁判所判事、弁護士。最後の官選大分県知事。

## 経歴
静岡県出身。和久田半蔵の長男として生まれる。第四高等学校を卒業。1928年（昭和3年）京都帝国大学法学部を卒業。同年10月、高等試験行政科試験に合格。内務省に入省し、1929年（昭和4年）新潟県警部となる。
以後、警視庁課長、警察講習所教授、岩手県経済部長、企画院第四部第一課長、宮城県部長・経済部長、広島県内務部長などを歴任。
1947年（昭和22年）3月、前任の細田徳寿が知事選に出馬のため辞任したことに伴い大分県知事に発令された。知事選挙を執行して同年4月に退任。
その後、広島県副知事、広菱倉庫運輸常務、中国地方綜合調査所長、広島簡易裁判所判事、岩国簡易裁判所判事、川崎簡易裁判所判事などを歴任。定年退官後、弁護士となった。

## 著作
- 『警察行政法 総論』松華堂、1937年。
- 『警察行政法 各論』松華堂、1937年。